# فلاديمير (قسيس)
فلاديمير (بالرومانية: Nicolae Vasilievici Cantarean)‏ هو قسيس مولدوفي، ولد في 18 أغسطس 1952 في Khotyn Raion ‏ في أوكرانيا.